# کیم اویی-کون
کیم اویی-کون (انگلیسی: Kim Eui-kon؛ زادهٔ ۱۶ نوامبر ۱۹۵۷) ورزشکار اهل کره جنوبی است.
وی در مسابقات کشوری و بین‌المللی در مجموع برندهٔ ۲ مدال برنز شده‌است.